# Prijevor (Chorwacja)
Prijevor – wieś w Chorwacji, w żupanii dubrownicko-neretwiańskiej, w mieście Dubrownik. W 2011 roku liczyła 453 mieszkańców.